# Industria Nacional de Autopartes
La Industria Nacional de Autopartes, A.C. (también conocida como INA) es una asociación mexicana que representa a los fabricantes nacionales de autopartes y otros productos relacionados, apoyando el crecimiento y desarrollo sustentable de sus miembros a través del desarrollo del mercado global y la promoción de oportunidades de fabricación en el Industria automotriz mexicana.
Actualmente, su Presidente Ejecutivo es Francisco N. González Díaz.

## Descripción general
La Industria Nacional de Autopartes, A.C. representa a las empresas que fabrican componentes y sistemas de vehículos automotores para los segmentos de equipo original y posventa de la industria manufacturera de vehículos automotores ligeros y pesados de México, así como también para la electromovilidad y las motocicletas.
La asociación trabaja a nivel estatal, federal e internacional para garantizar que el mercado y las políticas públicas apoyen el desarrollo del sector automotriz de México y su transición hacia tecnologías más sustentables. Además, forma parte de las asociaciones y cámaras nacionales que representan a la industria, junto con la Asociación Mexicana de Distribuidores de Automotores (AMDA), la Asociación Mexicana de la Industria Automotriz (AMIA) y la Asociación Nacional de Productores de Autobuses, Camiones y Tractocamiones (ANPACT). 

### Representación
La Industria Nacional  de Autopartes negocia y defiende los intereses del sector ante la Secretaría de Economía en materia de acuerdos comerciales internacionales brindando capacitación para preparar a la industria para la aplicación del acuerdo, las normas y los cambios que se deben realizar al interior de las plantas. También negocia con otros organismos, como la Secretaría de Hacienda y el Servicio de Administración Tributaria, la legislación y los reglamentos aduaneros. Involucra a otras asociaciones y cámaras industriales para el mejoramiento del sector, administra estadísticas comerciales internacionales del sector de autopartes en México y organiza eventos industriales especializados.
La asociación representa a más de 900 empresas mexicanas de producción de autopartes. Las estadísticas proporcionadas por la asociación son utilizadas por varios libros, incluidos U.S.-Mexico Free Trade Reporter, Global Production, National Institutions and Skill Formation e U.S.-Mexican Industrial Integration: The Road To Free Trade, y por organizaciones como la Administración del Comercio Internacional. Los asociados de INA contribuyen con frecuencia a las discusiones sobre T-MEC, TLCAN, TPP, entre otros.

### Eventos y colaboraciones
INA coorganiza Expo INA PAACE Automechanika, una feria comercial anual en México para proveedores y fabricantes de partes automotrices interesados en exportar hacia y desde México, ese es el capítulo mexicano de la feria comercial alemana, Automechanika. También organiza el Congreso Internacional de la Industria Automotriz en México, CIIAM, un simposio para ejecutivos de alto nivel y funcionarios gubernamentales para discutir temas, tendencias y desafíos que afectan los mercados automotrices mexicanos y mundiales. A este simposio asisten varios funcionarios del gobierno mexicano, analistas financieros, ejecutivos de varios fabricantes de vehículos y repuestos, incluidos BASF, BMW, Bosch, Chrysler, General Motors, Mazda, Navistar, TRW, Volkswagen y Volvo, y ejecutivos que representan a las asociaciones comerciales automotrices en Japón, India, México y Brasil.
El Banco Nacional de Comercio Exterior (Bancomext) también trabaja en conjunto con la INA para otorgar créditos que impulsen al sector de autopartes. En 2018 concedió financiamiento a tres grupos que se dedican a la fabricación de piezas de acero, frenos, lámina y otros componentes. Su iniciativa respecto a la Industria Nacional de Autopartes es "adoptar cláusulas de no cedibilidad de contratos con proveedores y eliminación de dichas cláusulas para que los proveedores puedan cederlos a instituciones bancarias y con ello obtener acceso a crédito”. Además participa en eventos organizados por la asociación para promocionar los apoyos que la Institución ofrece a las empresas de esta industria.

### Actualidad
En la actualidad, uno de los temas más importantes que la INA impulsa es la transición hacia la electromovilidad en México. Luego del anuncio de Elon Musk de que Tesla Motors invertirá para construir una megafábrica en el país, la asociación celebró la decisión declarando que su llegada acelerará el avance en la producción y uso de autos eléctricos en el territorio nacional. 
En enero de 2022 se presentó a Francisco N. González Díaz como Presidente Ejecutivo de la asociación tras la salida de Óscar Albín Santos luego de diez años de trabajo.
En junio de 2023, la INA nombró a Armando Cortés Galicia como director general. 

## Historia
La asociación fue fundada el 19 de agosto de 1961 por Sebastián Aguinaga, considerando la necesidad que sentían los fabricantes de autopartes de unirse para tener una representación significativa de sus intereses ante las autoridades gubernamentales mexicanas.La creación de este grupo resultó del Decreto Automotriz, que estipulaba que para vender autos en México, esos autos tenían que ser fabricados en México. Se cerraron las importaciones, lo que significa que las marcas que importaban automóviles ahora tenían que ensamblar las máquinas en México con una cantidad predeterminada de contenido local original dentro de esos automóviles.
El 23 de junio de 1981, la razón social de la asociación cambió a la que actualmente se conoce como Industria Nacional de Autopartes, A.C.

## Alianzas estratégicas
La INA colaboró en 2007 con la Secretaría de Economía para promover dos programas: la Alianza Automotriz por la Articulación  Productiva (A3P), creada en conjunto con AMIA para atender las necesidades en desarrollo de proveeduría de 2o y 3er nivel; así como la Alianza Tecnológica para la Competitividad Automotriz, enfocada a identificar las áreas de oportunidad del país e impulsar el desarrollo tecnológico automotriz. 
Asimismo, trabajó con la Comisión Especial de la Industria Automotriz de la LXIII Legislatura de la Cámara de Diputados para dar seguimiento a las actividades productivas y económicas de la industria automotriz en México e impulsar su desarrollo. 
En agosto de 2015, la Industria Nacional de Autopartes se asoció con Messe Frankfurt para organizar la INA PAACE Automechanika Ciudad de México. Este evento mostró un nuevo modelo de exhibición, comunicación e integración con compradores, distribuidores, minoristas, talleres mecánicos y estudiantes.
En 2022, la INA firmó un convenio de colaboración con el Tecnológico de Monterrey para impulsar el desarrollo del sector de autopartes en México.
Además, en agosto de 2022, firmó un convenio de con el Centro de Especialización de Recursos de Alto Nivel en el sector automotriz (CERHAN) y con la Universidad Tecnológica de Puebla para fortalecer los programas y proyectos de investigación científica y tecnológica.
También es una de las asociaciones y organizaciones comerciales que colaboran con Auto Care Association, junto con otros aliados internacionales en Brasil, Chile, Colombia, Italia, Pakistán y Perú, entre otros. 

## T-MEC
La Industria Nacional de Autopartes formó parte del "Cuarto de Junto" en las negociaciones del tratado comercial entre México, Estados Unidos y Canadá (T-MEC) y, en agosto de 2022, instó a las autoridades mexicanas no solo a mantener el acuerdo, sino también a cuidarlo y mejorarlo para asegurar que el sector automotriz permanece posicionado en el mercado norteamericano, pues ha impulsado el incremento de la producción de autopartes en México, alcanzando cifras récord.
Los acuerdos de reglas de origen que estipulan el incremento gradual del valor de contenido regional (VCR) de 62.5 a 75%han demostrado ser un impulsor de la inversión extranjera directa en México, particularmente debido al nearshoring, por lo que la INA declaró que se estima la atracción de alrededor de $70,000 millones de dólares en comercio y una cantidad similar en inversiones en América Latina, con México representando más del 50% de esas oportunidades. 